# RK NEXE Našice
RK NEXE je hrvatski rukometni klub iz Našica osnovan 5. listopada 1959. Natječe se u Paket24 Premijer ligi. Višestruki je doprvak Hrvatske i finalist Hrvatskoga rukometnog kupa. Više puta natjecao se i u Kupu EHF-a, današnjoj EHF Europskoj ligi, u kojoj je najveći uspjeh kluba bila četvrtzavršnica u dva navrata, 2018. i 2022. godine.
Od osnutka je nekoliko puta mijenjao ime: zvao se još „RK Partizan”, „RK NAŠK”, „RK Kobra Jeans” i „RK Našice”.

## Povijest
Rukometna povijest u Našicama počinje 1956. godine. Tri godine kasnije, 1959. službeno je osnovano društvo pod imenom „RK Partizan”. Prvi službeni protivnik bio je „RK Polet” 1960. godine.
Od sezone 2006./2007. uz pomoć sponzora Nexe grupe i Grada Našica, klub je prvoligaš i nastupa pod imenom „RK NEXE”.
Povijesni uspjeh ostvarili su 2. travnja 2018. godine. Plasirali su se u četvrtfinale Kupa EHF-a. Za prolazak su morali u susretu u Finskoj odigrati i neriješeno, smjeli i izgubiti ako Bjerringbro Silkeborg u skupini A s desetak razlike pobijedi Magdeburg. Bjerringbro je i pobijedio, kao i Našičani pobijedili finski Cocks s 22:20 osiguravši prolazak dalje kao drugoplasirani. 
U prvoj utakmici četvrtfinala EHF-ova Kupa igranoj 21. travnja Našičani su na domaćem terenu porazili ekipu Füchse Berlina rezultatom 28:20 i otvorili vrata polufinala EHF Kupa. Ipak, u uzvratu u Berlinu Lisice boljom igrom u drugom poluvremenu okreću rezultat i rezultatom 25:16 izbacuju za jedan pogodak Nexe iz natjecanja i prolaska u polufinale.

## Uspjesi
Hrvatsko prvenstvo
- doprvak: 2009., 2010., 2011., 2012., 2013., 2014., 2015., 2016., 2017., 2018., 2019., 2021., 2022.
- trećeplasirani: 2008.

Hrvatski rukometni kup
- finalist: 2015., 2017., 2018., 2021., 2022.

## Međunarodna natjecanja
Utakmice NEXE-a u međunarodnim natjecanjima. Rezultati (NEXE:protivnik) su prikazani:
- podebljano - NEXE domaćin
- normalne debljine - NEXE gost
- kurzivom - na neutralnom terenu

### EHF-ov europski kup / Kup EHF-a
| sezona              | faza                  | protivnik                    | rezultati    | poredak u skupini                                                          | napomene                               |
| Kup EHF-a           | Kup EHF-a             | Kup EHF-a                    | Kup EHF-a    | Kup EHF-a                                                                  | Kup EHF-a                              |
| ------------------- | --------------------- | ---------------------------- | ------------ | -------------------------------------------------------------------------- | -------------------------------------- |
| 2008./09.           | 2. krug               | KF Priština                  | 34:24, 35:30 |                                                                            |                                        |
| 2008./09.           | 3. krug               | CAI BM Aragon Zaragoza       | 27:29, 24:33 |                                                                            |                                        |
|                     |                       |                              |              |                                                                            |                                        |
| 2009./10.           | 2. krug               | Gammendue Secchia Rubiera    | 30:25, 39:19 |                                                                            |                                        |
| 2009./10.           | 3. krug               | Kadetten SH Schaffhausen     | 30:30, 30:34 |                                                                            |                                        |
|                     |                       |                              |              |                                                                            |                                        |
| 2010./11.           | 2. krug               | Dukla Prag                   | 33:23, 31:30 |                                                                            |                                        |
| 2010./11.           | 3. krug               | Gorenje Velenje              | 24:33, 32:28 |                                                                            |                                        |
|                     |                       |                              |              |                                                                            |                                        |
| 2011./12.           | 2. krug               | Sutjeska Nikšić              | 29:21, 30:25 |                                                                            | obje utakmice igrane u Našicama        |
| 2011./12.           | 3. krug               | Besiktas Istanbul            | 31:19, 29:29 |                                                                            |                                        |
| 2011./12.           | osmina finala         | SC Magdeburg                 | 31:33, 22:21 |                                                                            |                                        |
|                     |                       |                              |              |                                                                            |                                        |
| EHF-ov europski kup |                       |                              |              |                                                                            |                                        |
| 2012./13.           | 2. krug               | Mješkov Brest                | 30:31, 30:35 |                                                                            |                                        |
|                     |                       |                              |              |                                                                            |                                        |
| 2013./14.           | 2. krug               | A.C. Diomidis Argous (Argos) | 26:22, 28:31 |                                                                            |                                        |
| 2013./14.           | 3. krug               | Reale Ademar Leon            | 34:29, 28:33 |                                                                            | NEXE ispao zbog manje golova u gostima |
|                     |                       |                              |              |                                                                            |                                        |
| 2014./15.           | 2. krug kvalifikacija | BESA Famiglia Peć            | 40:25, 43:26 |                                                                            | obje utakmice igrane u Našicama        |
| 2014./15.           | 3. krug kvalifikacija | Potaissa Turda               | 35:20, 23:26 |                                                                            |                                        |
| 2014./15.           | Skupina D             | Balatonfüredi KSE            | 31:19, 26:27 | 1. MT Melsungen * 2. Eskilstuna Guif * 3. Nexe Našice 4. Balatonfüredi KSE | * plasirali se u četvrtzavršnicu       |
| 2014./15.           | Skupina D             | MT Melsungen                 | 25:28, 26:34 | 1. MT Melsungen * 2. Eskilstuna Guif * 3. Nexe Našice 4. Balatonfüredi KSE | * plasirali se u četvrtzavršnicu       |
| 2014./15.           | Skupina D             | Eskilstuna Guif              | 29:29, 24:33 | 1. MT Melsungen * 2. Eskilstuna Guif * 3. Nexe Našice 4. Balatonfüredi KSE | * plasirali se u četvrtzavršnicu       |
|                     |                       |                              |              |                                                                            |                                        |
| 2015./16.           | 2. krug kvalifikacija | Varaždin 1930                | 30:20, 32:21 |                                                                            |                                        |
| 2015./16.           | 3. krug kvalifikacija | HBC Nantes                   | 26:26, 18:22 |                                                                            |                                        |

### SEHA liga
Ligaški dio
| sez       | mj.   | ut | pob | ner | por | golovi  | bod | doigravanje     |
| --------- | ----- | -- | --- | --- | --- | ------- | --- | --------------- |
| 2011./12. | 5./12 | 22 | 12  | 3   | 7   | 628:569 | 39  |                 |
| 2012./13. | 7./10 | 18 | 8   | 1   | 9   | 501:502 | 25  |                 |
| 2013./14. | 6./10 | 18 | 7   | 3   | 8   | 511:499 | 24  |                 |
| 2014./15. | 6./10 | 18 | 5   | 1   | 12  | 449:512 | 16  | četvrtzavršnica |
| 2015./16. | 6./10 | 18 | 8   | 1   | 9   | 497:502 | 25  |                 |

Doigravanje
| sez.      | dio natjecanja              | protivnik    | rez.  | napomene          |
| --------- | --------------------------- | ------------ | ----- | ----------------- |
| 2014./15. | Final-six - četvrtzavršnica | Meškov Brest | 24:28 | igrano u Vesprimu |

## Poznati igrači
- Pavle Jurina - rukomet počeo igrati u Našicama otkuda prelazi u RK Bjelovar, osvajač zlatne olimpijske medalje.

## Vanjske poveznice
- Službena stranica